# Солсбъри (остров)
Вижте пояснителната страница за други значения на Солсбъри.

Остров Солсбъри (на английски: Salisbury Island, на инуктитут Акуллик) е 44-тият по големина остров в Канадския арктичен архипелаг. Площта му е 804 км2, която му отрежда 55-о място сред островите на Канада. Административно принадлежи към канадската територия Нунавут. Необитаем.
Островът се намира на западния вход на Хъдсъновия проток, като на 22 км на югозапад (протока Детройт) се намира по-големия остров Нотингам, а на 31 км на северозапад – по.малкия остров Мил. На 53 на север е южното крайбрежие на п-ов Фокс на Бафинова земя, а на 90 км на юг – най-северната точка (нос Улстенхолм) на п-ов Лабрадор. Дължината му от северозапад на югоизток достига до 49 км, а максималната му ширина от югозапад на североизток – 23 км.
Бреговата линия на острова с дължина 278 км е силно разчленена от стотици малки заливи и полуострови, които предлагат удобни места за гнездене на хиляди прелетни птици и леговища на моржове и тюлени.
Релефът е главно платовиден с височина от 250 до 488 м, който на север се спуска стръмно към морето. Южната част на острова е равнинна, плавно преминаваща на север в нискохълмисто плато с височина от 20 до 160 м.
Островът е открит на 2 август 1610 г. от английския мореплавател Хенри Хъдсън, по време на последното му плаване за търсене на Северозападния проход. Кръстен е от него на английския град Солсбъри, за който се предполага, че е родното му място.
|  | Тази страница частично или изцяло представлява превод на страницата „Солсбери (остров, Канада)“ в Уикипедия на руски. Оригиналният текст, както и този превод, са защитени от Лиценза „Криейтив Комънс – Признание – Споделяне на споделеното“, а за съдържание, създадено преди юни 2009 година – от Лиценза за свободна документация на ГНУ. Прегледайте историята на редакциите на оригиналната страница, както и на преводната страница, за да видите списъка на съавторите. ВАЖНО: Този шаблон се отнася единствено до авторските права върху съдържанието на статията. Добавянето му не отменя изискването да се посочват конкретни източници на твърденията, които да бъдат благонадеждни. |